# Rainer Strecker
Rainer Strecker (ur. 25 października 1965 w Berlinie) – niemiecki aktor.
Studiował aktorstwo w Otto-Falckenberg-Schule w Monachium. Występował w teatrze Engagements (1989) i na scenie Deutsches Schauspielhaus w Hamburgu w sztuce Fiodora Dostojewskiego Idiota (1994). 
W niemieckim serialu kryminalnym RTL Kobra – oddział specjalny (Alarm für Cobra 11 – Die Autobahnpolizei, 1996) zagrał komisarza Ingo Fischera.

## Filmografia
- 1985: Westler (TV) jako Thomas
- 1996: Tatort: Der Phoenix-Deal jako Dizzi
- 1996: Kobra – oddział specjalny jako komisarz Ingo Fischer
- 1998: Tatort: Brandwunden jako Volker Kruse
- 1999: Tatort: Der Tod fährt Achterbahn jako Erwin Neuner
- 2001: Tatort: Der lange Arm des Zufalls jako Nico Durow
- 2006: Tatort: Kunstfehler jako Clemens Degner
- 2006: Tatort: Bienzle und der Tod im Weinberg jako Stefan Butz
- 2012: Telefon 110 (Polizeiruf 110: Eine andere Welt) jako Andreas Löns